# Steropleurus brunnerii
Steropleurus brunnerii is een rechtvleugelig insect uit de familie van de sabelsprinkhanen (Tettigoniidae). De wetenschappelijke naam van deze soort is voor het eerst voorgesteld als Ephippiger brunnerii door Ignacio Bolívar in een publicatie uit 1877.
Deze soort komt voor in Portugal en Spanje.